# R. Arumugam
R. Arumugam (znany również jako Spiderman, ur. 31 stycznia 1953 w Kelang, zm. 18 grudnia 1988 koło Petaling Jaya) – malezyjski piłkarz, grający na pozycji bramkarza. Przez całą karierę związany z klubem Selangor FA.
R. Arumugam rozpoczął swoją karierę w 1971 roku, kiedy to został zawodnikiem drużyny Selangor FA. Przez 17 lat rozegrał tam 394 mecze i zdobył 2 bramki. W Malezyjskiej reprezentacji piłkarskiej zadebiutował w 1973 roku. Przez 13 lat rozegrał dla niej 196 meczów i jest pod względem występów rekordzistą reprezentacji.
Zginął w 1988 roku w wypadku samochodowym w okolicach miasta Petaling Jaya.